# Fiend for Blood
Fiend for Blood è un EP degli Autopsy, pubblicato nel 1992 per conto della Peaceville Records. L'album è disponibile anche nella riedizione, risalente al 2003, dell'album Acts of the Unspeakable.

## Tracce
1. Fiend for Blood – 0:28 (Chris Reifert)
2. Keeper of Decay – 2:26 (Reifert)
3. Squeal Like a Pig – 3:43 (Reifert)
4. Ravenous Freaks – 2:25 (Reifert)
5. A Different Kind of Mindfuck – 0:48 (Reifert)
6. Dead Hole – 2:29 (Danny Coralles, Reifert)

## Formazione
- Chris Reifert - voce, batteria
- Danny Coralles - chitarra
- Eric Cutler - chitarra
- Steve DiGiorgio - basso